# Кресанек, Йозеф
Йо́зеф Кре́санек (словац. Jozef Kresánek; 20 декабря 1913, Циммермансхау, Австро-Венгрия, ныне Чичманы, Словакия — 14 марта 1986, Братислава, Чехословакия, ныне Словакия) — словацкий музыковед, композитор и педагог.

## Биография
Учился в 1932—1937 годах в Пражской консерватории у Рудольфа Карела (композиция) и в 1937—1939 годах — у Витезслава Новака в Школе мастерства (композиция), в 1932—1937 годах в Карловом университете — у Зденека Неедлы (музыковедение и музыкальная эстетика). С 1939 года — преподаватель педагогического института в Прешове, с 1944 года — Братиславского университета, с 1963 года — профессор и заведующий кафедрой музыковедения. В 1956—1964 — директор Института музыковедения Словацкой АН.

## Сочинения
- кантата «Лес, эй!» / Ноге ho! (1937)
- оркестровая сюита № 1 (1951)
- оркестровая сюита № 2 (1953)
- фортепианное трио (1939)
- струнный квартет (1953)
- фортепианный квинтет (1976)
- сюита для скрипки с фортепиано № 1 (1947)
- сюита для скрипки с фортепиано № 2 (1951)
- 3 песни для голоса и струнного оркестра (1977)
- пьеса для фортепиано
- вокальный цикл «Я только человек» (1980)

## Музыковедческие работы
- Dejiny hudby strucný prehľad. — Martin, 1942.
- Zuzka Selecká spieva. — Martin, 1943.
- Slovenská ľudová pieseň zo stanoviska hudobnáho. — Bratislava, 1951.
- Vznik národnej hudby n 19. storoсн. // Dejiny slovenskej hudby. — Bratislava, 1957.
- Národný umelec Eugen Suchoň. — Bratislava, 1961, 1978.
- Sociálná funkcia hudby. — Bratislava, 1961.
- Ávahy o hudbe. — Prana, 1965.
- Melodiarium Annae Szirmay-Keczer. — Bratislava, 1967.
- Vseobecná dejiny hudby // Esteticka výchova, (vyd. 2). — Bratislava, 1971.
- Základy hudobného myslenia. — Bratislava, 1976.
- Uvod do systema